# Renato Terra (cantante)
Renato Terra, all'anagrafe Renato Constandt Terra (Rio de Janeiro, 1º aprile 1953), è un cantante, musicista e produttore discografico brasiliano.
Suona cinque strumenti: pianoforte, violino, chitarra, batteria e contrabbasso.

## Biografia
Figlio del compositore e fisarmonicista Alencar Terra, e di un'insegnante di musica (originaria di Vienna), Renato Terra si è laureato in Economia nel 1978 presso la Pontifícia Università Cattolica di Rio de Janeiro e ha fatto uscire nello stesso anno il suo primo album, ponendo finalmente in tal modo i presupposti per lo sviluppo di una carriera artistica (a 15 anni aveva imparato a suonare il pianoforte). 
Negli anni 80 ha inciso alcune canzoni particolarmente fortunate: Coisa De Momento, Bem-Te-Vì (di sapore country rock, composta da Dalto), Toda Madrugada e Quebra-Gelo (uno dei temi musicali presenti nella telenovela Happy End).
Nell'album eponimo del 1994 è contenuta l'ultima sua canzone di successo, Meu Grande Amor, inserita pure questa in una telenovela, A Viagem.
Ha effettuato diversi tour in Brasile e in Portogallo. Nel 2008 è uscito il suo disco live Renato Terra & Amigos, registrato nel Teatro Tobias Barreto ad Aracajú, che ha visto la partecipazione di Jerry Adriani, Claudia Telles, Biafra, Marcos Sabino e Marcelo. Durante la carriera ha collaborato anche con Cazinho Terra (suo fratello, morto prematuramente nel 2001), Maria Bethânia, Gal Costa, Guilherme Arantes, Fábio Jr., Tim Maia, Milton Nascimento, Chico Buarque de Hollanda e molti altri colleghi. Nei suoi spettacoli musicali ha coinvolto noti attori come Rodrigo Santoro, Alexandre Borges, Selton Mello, Evandro Mesquita, Vera Fischer, Lucélia Santos, Alessandra Negrini. 
Ha inoltre composto per il cinema: suoi pezzi sono ascoltabili nei film Bossa Nova, Sonhos e Desejos e Os Desafinados.
Nel 2006 ha musicato il jingle Feira Cultural do Brasil, realizzato in Germania durante i Campionati Mondiali di calcio.
Dal 1998 Renato Terra è attivo soprattutto come produttore discografico e autore di jingle, che realizza nel suo grande studio di registrazione a Rio de Janeiro, appartenuto un tempo a Roberto Carlos Braga.

## Vita privata
Vive dividendosi tra Rio e Natal. Ha due figli maschi, gli artisti marziali misti Caio Terra e Kim Terra, ai quali nel 1994 ha dedicato la canzone Tão Longe (Caio e Kim).

## Curiosità
- Nella sua discografia ci sono due canzoni intitolate entrambe Pra Novamente Ser Feliz. La prima si trova nell'album eponimo del 1981 ed è stata realizzata dai musicisti Alexandre Agra e Ricardo Cantaluppi, mentre l'altra è una delle tracce dell'album Baby, Baby e porta la firma di Mauricio Mello.
- Miúcha abitò a Rio per molti anni fino alla morte nello stesso condominio di Renato Terra, un edificio nel quartiere di Leblon. [2]

## Discografia parziale

### Album
- 1978 - Renato Terra (Polydor)
- 1981 - Renato Terra (PolyGram)
- 1982 - Se liguem nessas! (Philips) - doppio album
- 1983 - Nova Luz (Fontana/Philips)
- 1986 - Baby, Baby (RCA Victor)
- 1994 - Renato Terra (Warner Music)
- 1997 - Renato Terra (Warner Music)
- 2008 - Renato Terra e Amigos (Polydisc/Sony)

### 45 giri
- 1980 - Bem-te-vi/Lá em Mauá (Philips)
- 1982 - Flor do Campo/Sol da Manhã (Philips)
- 1984 - Coisa de momento/Tic-tac (RCA Victor)
- 1985 - Sem você/O amor foi a razão (RCA Victor)